# Saugos tarnyba „Argus“
UAB Saugos tarnyba „Argus“ ist das drittgrößte (nach Mitarbeiterzahl) Sicherheitsunternehmen in Litauen. Es beschäftigt mehr als 1.300 Mitarbeiter (2018). 2008 erzielte es den Umsatz von 27,429 Mio. Litas. Es überwacht über 10.000 Objekte. Das Unternehmen wurde gegründet als R. Jonaičio IĮ „Argus“ (dt. 'R. Jonaitis-Individualunternehmen „Argus“'). Genannt wurde nach Argos (Hund).
Es gibt Abteilungen in Vilnius (seit 2001), Kaunas (seit 2004), Klaipėda (seit 1995),  Palanga (seit 2006), Utena (seit 2002),   Plungė (seit 2001), Šilutė (seit 2002), Šiauliai (seit 2002), Telšiai (seit 2003), Kretinga (seit 2005), Druskininkai (2005), Panevėžys (2005), Gargždai (2005), Nida (2006), Alytus (2008), Šventoji (2009) und Tauragė (seit 2011).

## Geschichte
Am 11. Juli 1995 wurde das Unternehmen in Klaipėda registriert. Der Gründer und Leiter ist Romualdas Jonaitis. 2011 gab es mehr als 1.000 Arbeitnehmer.